# Sven Strömberg
Sven Emil Strömberg (né le 22 janvier 1911 à Karlskrona et mort le 22 octobre 1986 à Göteborg) est un athlète suédois spécialiste du 400 mètres. Finaliste olympique en 1936 sur relais 4 × 400 m, il avait été médaillé de bronze deux ans plus tôt à Turin pour les premiers championnats d'Europe dans la même discipline.

## Biographie

### Palmarès
| Date | Compétition           | Lieu   | Résultat | Épreuve   | Performance  |
| ---- | --------------------- | ------ | -------- | --------- | ------------ |
| 1934 | Championnats d'Europe | Turin  | 3e       | 4 x 400 m | 3 min 16 s 6 |
| 1936 | Jeux olympiques d'été | Berlin | 5e       | 4 x 400 m | 3 min 13 s 0 |

### Records
| Épreuve    | Performance | Lieu | Date |
| ---------- | ----------- | ---- | ---- |
| 400 mètres | 48 s 3      |      | 1934 |